# Thermochrous stenocraspis
Thermochrous stenocraspis là một loài bướm đêm thuộc họ Anomoeotidae. Loài này có ở Cộng hòa Dân chủ Congo và Zimbabwe.